# Pararge vividior
Pararge vividior är en fjärilsart som beskrevs av Ruggero Verity 1923. Pararge vividior ingår i släktet Pararge och familjen praktfjärilar. Inga underarter finns listade i Catalogue of Life.